# Thiemeia obscurata
Thiemeia obscurata är en fjärilsart som beskrevs av Krüger 1924. Thiemeia obscurata ingår i släktet Thiemeia och familjen praktfjärilar. Inga underarter finns listade i Catalogue of Life.